# Iqrit

Landsbybor och israelisk militär, den 3 november 1948

Iqrit (ar: إقرث) var en kristen palestinsk by 25 kilometer nordöst om staden Acre, Israel. Ursprungligen ingick byn i den Arabiska stat FN:s delningsplan (1947) förespråkade. Byn intogs och avfolkades av Israel under Nakban (1948 års israelisk-arabiska krig). Alla byns invånare tvingades fly till Libanon eller närliggande palestinska byar efter att de förvisats av judiska trupper mellan 1948 och 1951.
Byn kallades Acref av korsriddarna, det namn för byn som också används av beduinerna i området.